# 堀丈夫
堀 丈夫（ほり たけお、1881年（明治14年）7月2日 - 1952年（昭和27年）4月4日）は、日本の陸軍軍人。陸軍航空本部長・第1師団長や留守航空兵団司令官を務め、階級は陸軍中将勲一等に至る。

## 経歴
村長・吉野神宮宮司堀重信の長男として奈良県に生れる。陸軍幼年学校を経て1901年（明治34年）11月に陸軍士官学校（13期）を卒業。1902年（明治35年）6月、騎兵少尉に任官され、騎兵第4連隊附を命ぜられる。1904年（明治37年）5月から日露戦争に出征する。同年8月に中尉へ進級し、1905年（明治38年）1月、戦役から帰還する。1908年（明治41年）12月、騎兵大尉に進級し、翌年1月から騎兵第4連隊中隊長を命ぜられる。1911年（明治44年）3月から陸軍士官学校教官を務め、1916年（大正5年）11月には騎兵少佐進級と共に陸軍騎兵実施学校教官に移る。
1920年（大正9年）8月から航空第2大隊附を命ぜられ、1921年（大正10年）には4月に騎兵中佐に進級の後12月に陸軍航空部員に就任。1923年（大正12年）6月23日に飛行第6大隊長に進み、同年7月には留守航空兵団長に補される。1924年（大正13年）2月4日に騎兵大佐に進級し、同年8月20日、陸軍省軍務局航空課長を拝命する。翌年の1925年（大正14年）5月1日に新設の航空兵科へ転科する。1926年（大正15年）10月1日から陸軍航空本部附の身分で欧米へ出張。
帰国後の1928年（昭和3年）8月8日に陸軍航空本部第1課長に就き、1929年（昭和4年）8月1日から陸軍少将・下志津陸軍飛行学校教育部長を命ぜられる。1930年（昭和5年）8月1日に陸軍航空本部補給部長に移り、1931年（昭和6年）8月1日には明野陸軍飛行学校長に就任する。同年10月3日に陸軍航空本部に戻り総務部長を拝命する。1933年（昭和8年）8月1日に陸軍中将へ進級し、同年12月20日から所沢陸軍飛行学校長を命ぜられる。1934年（昭和9年）4月29日に勲一等瑞宝章を受章し同年8月1日から陸軍航空本部長に就任。1935年（昭和10年）12月2日、第1師団長に親補される。1936年（昭和11年）3月23日に待命、同年7月6日に予備役編入となるが、これは部下が二・二六事件に関与した事による懲罰の意味があった。
翌年の1937年（昭和12年）7月15日に召集を受け留守航空兵団司令官を命ぜられる。1938年（昭和13年）6月30日に召集解除となり、1939年（昭和14年）3月から帝国飛行協会専務理事や1940年（昭和15年）9月に就任した大日本飛行協会副会長兼訓練本部長等と公職を歴任する。1940年4月29日に勲一等旭日大綬章を受章する。
1947年（昭和22年）11月28日、公職追放仮指定を受けた。1952年4月4日逝去。

## 親族
- 養嗣子 堀栄三（陸軍中佐・陸将補）

## 栄典
- 1940年（昭和15年）8月15日 - 紀元二千六百年祝典記念章[2]